# Americorophium aquafuscum
Americorophium aquafuscum är en kräftdjursart som först beskrevs av Heard och Sikora 1972.  Americorophium aquafuscum ingår i släktet Americorophium och familjen Corophiidae. Inga underarter finns listade i Catalogue of Life.